# Covidoc
Wikipédia ne donne pas de conseils médicaux ou sanitaires. Cet article est susceptible de contenir des informations obsolètes ou inexactes. Seul un professionnel de la santé est apte à vous fournir un avis médical, et seules les autorités sanitaires de votre pays sont compétentes pour donner des consignes de santé publique relatives à la pandémie de Covid-19.
Covidoc est un essai clinique de l'effet de la combinaison hydroxychloroquine + azithromycine, mené au CHU de Montpellier sur des patients covid-19 dont l'état justifie une hospitalisation. Elle est interrompue en mai 2020 sans avoir démontré le bénéfice du traitement.

## Historique
Selon Le Canard enchaîné du 8 avril 2020, Emmanuel Macron aurait ordonné de « tester de toute urgence le protocole Raoult, tel que celui-ci l'applique à Marseille ». Selon la même source, le ministre de la Santé Olivier Véran aurait demandé aux Centres hospitaliers universitaires de Montpellier et d'Angers, qui ne font pas partie de l'essai clinique Discovery, d'expérimenter le protocole recommandé par Didier Raoult,.

## Lancement
Le 10 avril 2020 le CHU de Montpellier annonce le lancement d’un essai randomisé et en double aveugle, Covidoc, indépendamment de l’essai Discovery, pour tester l’efficacité de la bithérapie «hydroxychloroquine + azithromycine» administrée pendant 10 jours, comparativement à l’hydroxychloroquine seule, sur 150 patients qui présentent des symptômes depuis moins de 10 jours et une pneumonie justifiant une hospitalisation non réanimatoire,. Cet essai impliquera également les CH de Perpignan, Narbonne, Béziers, Sète, Rodez et le CHU de Nîmes. Il faudra au moins quatre semaines pour obtenir les premiers résultats.

## Protocole
L'essai teste la bi-thérapie proposée par Didier Raoult, mais n’intègre que les malades atteints de pneumonie, alors que l’IHU marseillais traite tous les malades qui n’ont pas de contre-indication. Les patients dans un état grave, nécessitant une ventilation mécanique ou déjà en réanimation, sont aussi exclus. La toxicité cardiaque sera surveillée de près, compte tenu de la toxicité cumulative de l’azithromycine en association avec l’hydroxychloroquine.
Selon Jacques Reynes, l'infectiologue montpelliérain qui porte l'étude et se dit favorable « à l’hypothèse Raoult », le protocole Covidoc va « au-delà du protocole Raoult », en privilégiant un « choc chimique » initial, avec une dose importante d'hydroxychloroquine le premier jour. Les patients de plus de 75 ans, ceux dont les premiers symptômes remontent à plus de 10 jours et ceux qui n'ont pas d'anomalie pulmonaire (34,3 % dans la troisième étude Raoult) ne sont pas recrutés dans l'étude Covidoc, pour, selon le même médecin, « éviter le biais qui est reproché à Didier Raoult, mêler des personnes sérieusement atteintes et celles qui n’auraient jamais fait de complication, ce qui est le cas de 80 % des malades ». Il explique que Didier Raoult aurait « peut-être effectivement accepté des gens qui étaient en train de guérir ou qui n’avaient pas grand-chose ».
Selon Hervé Seitz, la rumeur selon laquelle cet essai n’auraient pas suivi le « protocole Raoult » « parce que les patients inclus dans ces
essais auraient été gravement atteints, alors que
le protocole ne serait efficace qu’administré en début de maladie » est sans fondement ; il note que « les études de l’IHU de Marseille elles-mêmes n’incluent les patients qu’environ une semaine après déclaration des symptômes, de manière similaire à ce qui a été réalisé dans les essais randomisés ».

## Fin
À partir du recul de l'épidémie en mai 2020, le manque de malades handicape l'essai. Le Pr Jacques Reynes reconnait que « l'étude reste limitée dans son inclusion (de patients) ».
L’essai est suspendu en mai 2020 après qu'une étude publiée dans The Lancet fait naitre des soupçons de mortalité accrue à la suite de la bithérapie. Cette étude est basée sur des données frauduleuse (voir l'article The_Lancet#LancetGate_(2020) pour plus de détails), mais lorsque ces soupçons sont dissipés, l'épidémie est en train de reculer, les volontaires sont difficiles à recruter, et l'étude ne reprend pas; les résultats ne sont pas publiés.